# Václavov (Zábřeh)
Václavov (německy Watzelsdorf) je vesnice, část města Zábřeh v okrese Šumperk. Nachází se asi 4,5 km na severozápad od Zábřeha. Vesnicí protéká potok Nemilka. V roce 2011 zde bylo evidováno 74 adres. V roce 2011 zde trvale žilo 204 obyvatel.
Václavov leží v katastrálním území Václavov u Zábřeha o rozloze 4,88 km2.
Zde se také koná prestižní Václavovský Kulturní Podzim